# پدیده رونگه

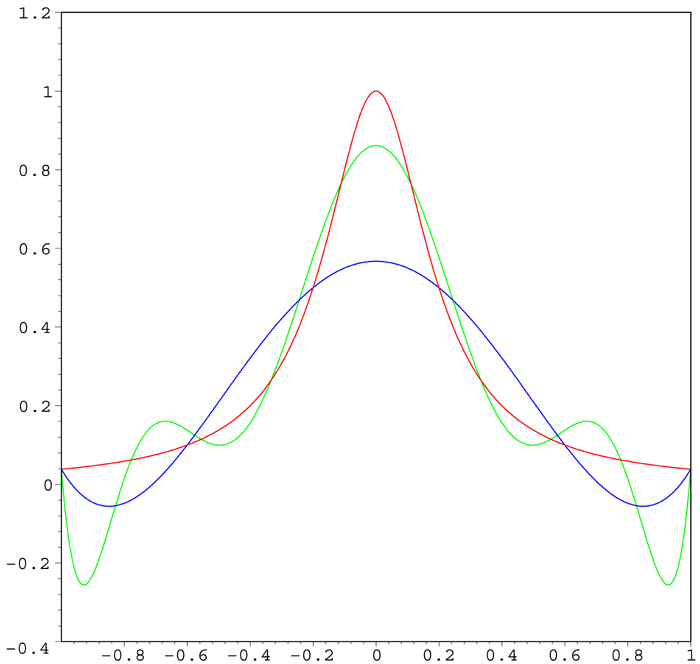
منحنی قرمز تابع رونگه است. منحنی آبی درون‌یابی مرتبه ۵ (با شش نقطه با فاصله یکسان از هم) است. منحنی سبز درون‌یابی مرتبه ۹ است .(با ده نقطه با فاصله یکسان از هم). مشاهده می‌شود که در نزدیکی نقاط انتهایی دقت درون‌یابی مرتبه بالاتر بدتر می‌شود.

در زمینهٔ محاسبات عددی در ریاضیات ، پدیده رونگه پدیدهٔ ایجاد نوسان در لبه‌های یک بازه هنگام درون‌یابی یک تابع به کمک چندجمله‌ای‌های مرتبهٔ بالا (درون‌یابی چندجمله‌ای) است. این پدیده توسط کارل داوید تولمه رونگه هنگام بررسی خطا در درون‌یابی چندجمله‌ای برخی توابع کشف شد.
این یافته مهم بود چون نشان می‌دهد که مرتبهٔ بالاتر همیشه منجر به افزایش دقت درون‌یابی نمی‌شود. این پدیده به پدیده گیبس در نمایش سری فوریهٔ یک تابع شباهت دارد.